# Sint-Janskapel (Utrecht)
De Sint-Janskapel of Palmitentempel was een achthoekige kapel die stond op de hoek van de huidige Minrebroederstraat en de Korte Jansstraat vanaf de 12de eeuw tot 1581.

## Geschiedenis
De Sint-Janskapel werd in de 12de eeuw gebouwd voor de proost van Sint Jan die verbonden was aan de naastgelegen Janskerk. De eerste kapel werd verwoest door de stadsbrand van 1253, maar daarna weer herbouwd. In 1544 werd de kapel in gebruik genomen door de Jeruzalembroederschap, een broederschap van pelgrims die in het Heilige Land zijn geweest. Vanwege de meegebrachte palmtakken kreeg de kapel de bijnaam Palmitentempel. De bouw van de kapel was verwant aan die van de Heilig Grafkerk en ook de inrichting werd hierop aangepast.
Na de alteratie werd de kapel in 1581 afgebroken.

## Architectuur en interieur
De kapel was gebouwd in romaanse stijl en was twaalfhoekig. Later is aan de oostzijde een koor aangebouwd. Toen de Jeruzalembroederschap de kapel in gebruik nam, werd in de kapel het Heilige Graf nagebouwd. Jan van Scorel schilderde voor de kapel een reeks portretten van Jeruzalemvaarders tussen 1525 en 1541. Die bevinden zich nu in het Centraal Museum.

## Trivia
In de bestrating in de Minrebroederstraat is aangegeven waar voorheen de muren van deze kapel stonden.